# Áliva

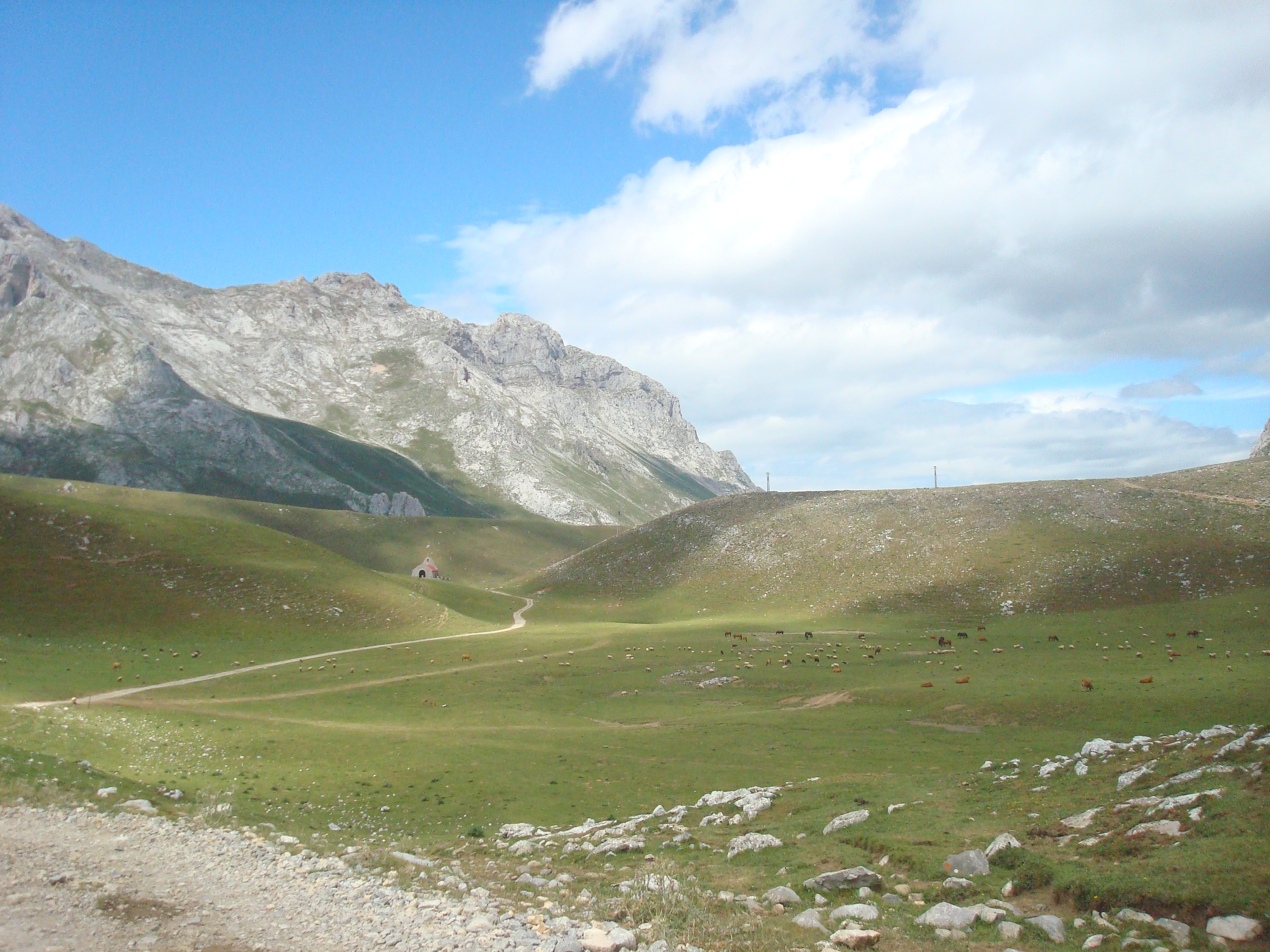
Panorámica de los puertos de Áliva.

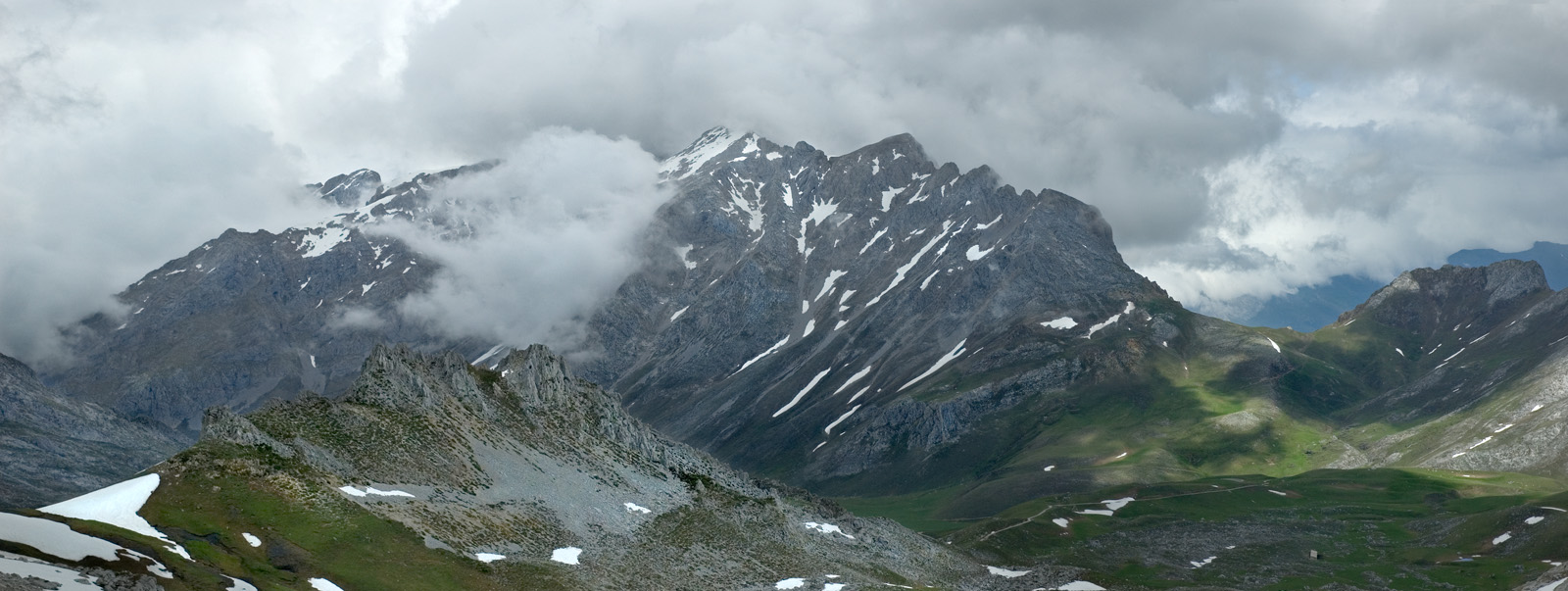
Puertos de Áliva, en el macizo central de los Picos de Europa.

Puertos de Aliva, o simplemente Áliva, es como se denomina a la parte central de los Picos de Europa, en el término municipal de Camaleño (Cantabria, España). Se puede acceder desde Espinama por una pista forestal o desde el teleférico de Fuente Dé. 
Concretamente se trata de una zona de pastos comunales de alta montaña o brañas, donde también existieron explotaciones mineras, que se viene aprovechando desde tiempos inmemoriales para llevar al ganado en verano. Limitan con los llamados «invernales de Sotres», parroquia asturiana limítrofe.
Como curiosidad se cuenta[¿quién?] que antiguamente esta zona de pastos se aprovechaba entre los habitantes de Sotres y Espinama, pero cuando se hubo de proceder a establecer los límites entre ambos pueblos, ya que pertenecen a provincias diferentes (Asturias y Cantabria), cada pueblo envió unos hombres al otro, y acordaron que saliendo de los pueblos al cantar el gallo, allí donde se encontrasen quedaría establecido el límite de las praderías pertenecientes a uno y otro pueblo; entonces los hombres de Espinama sin que se dieran cuenta los enviados de Sotres, ingeniaron emborrachar al gallo, y consiguieron que cantase antes de tiempo, posibilitando salir antes el grupo de Espinama que aquel que se encontraban en Sotres, con lo cual Espinama pasó a tener la mejor y más amplia parte de terreno, abarcando la casi totalidad de las praderías de Áliva.[cita requerida]

## Edificios y lugares destacados

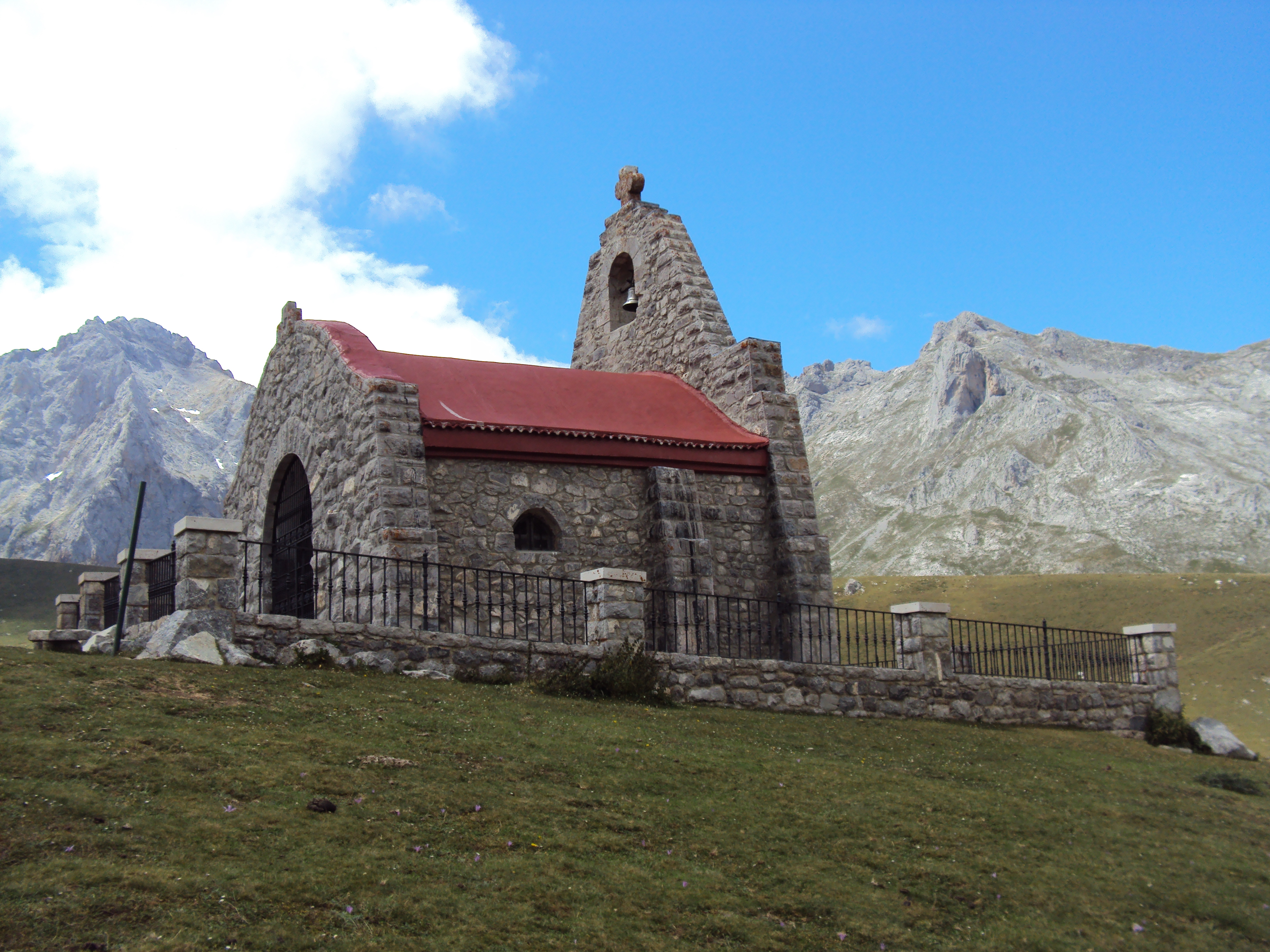
Ermita de la Virgen de la Salud en Áliva.

- «Chalet del Rey». Es un chalé edificado por la Real Compañía Asturiana de Minas, adjudicataria de las «Minas de Áliva», para residencia de los ingenieros, pero que fue lugar de acogida del rey Alfonso XIII en una visita en 1912 a los Picos de Europa para practicar la caza del rebeco.
- «Refugio de Áliva». Situado a 1.670 metros, era un pequeño refugio de alta montaña sobre la cresta de las praderías. En los años noventa fue ampliado, a pesar de existir protestas en contra, y convertido en un pequeño hotel gestionado por Cantur, la empresa de gestión turística del Gobierno de Cantabria.
- «Ermita de la Virgen de la Salud». Su festividad se celebra el día 2 de julio con una concurrida romería a la que acuden los habitantes de buena parte del valle de Camaleño, fiesta declarada de interés turístico regional.
- «Invernales de Igüedri». Se encuentran inmediatamente antes de llegar a la pradería de Áliva, según se sube desde Espinama por la pista forestal. Estos invernales constituyen un incalculable patrimonio etnográfico, pues en el pasado fueron capitales para el desarrollo de tal actividad en el pueblo de Espinama, ya que eran refugio de los pastores y el ganado, siendo parte de una forma de vida tan única como extinta. Actualmente, debido la mengua de la actividad ganadera, se encuentran abandonados y ruinosos en su mayor parte, aunque la elaboración de los llamados «Quesos de Áliva» ayudan a su subsistencia.
- Las «Minas de Áliva» se encuentran en la falda de Peña Vieja, en zona alta de los Puertos, y próximas al Refugio y al Chalet Real. De ellas se extraía blenda y otros minerales. Permanecen cerradas, al igual que otras explotaciones mineras situadas en los Picos de Europa, por falta de rentabilidad. Son frecuentadas por aficionados a la espeleología y a la geología, si bien es conveniente señalar que se trata de una mina abandonada y peligrosa.[1]

## Actualidad
Debido a la cercanía de teleférico de Fuente Dé, y por estar enclavado en el Parque nacional de Picos de Europa, esta zona tiene actualmente una gran potencial turístico acentuado por su singularidad geográfica, climática y, sobre todo, estética, con lo cual es visitado por miles de turistas todos los años, siendo uno de los lugares-reclamo que proporciona mayores ingresos en la comarca de Liébana.